# Bistum Derry
Das Bistum Derry (lateinisch Dioecesis Derriena, irisch Deoise Dhoire, englisch Diocese of Derry) ist eine in Nordirland und Irland gelegene römisch-katholische Diözese mit Sitz in Derry.

## Geschichte
Das Bistum Derry wurde im Jahre 1158 durch Papst Hadrian IV. errichtet und dem Erzbistum Armagh als Suffraganbistum unterstellt.

## Weblinks

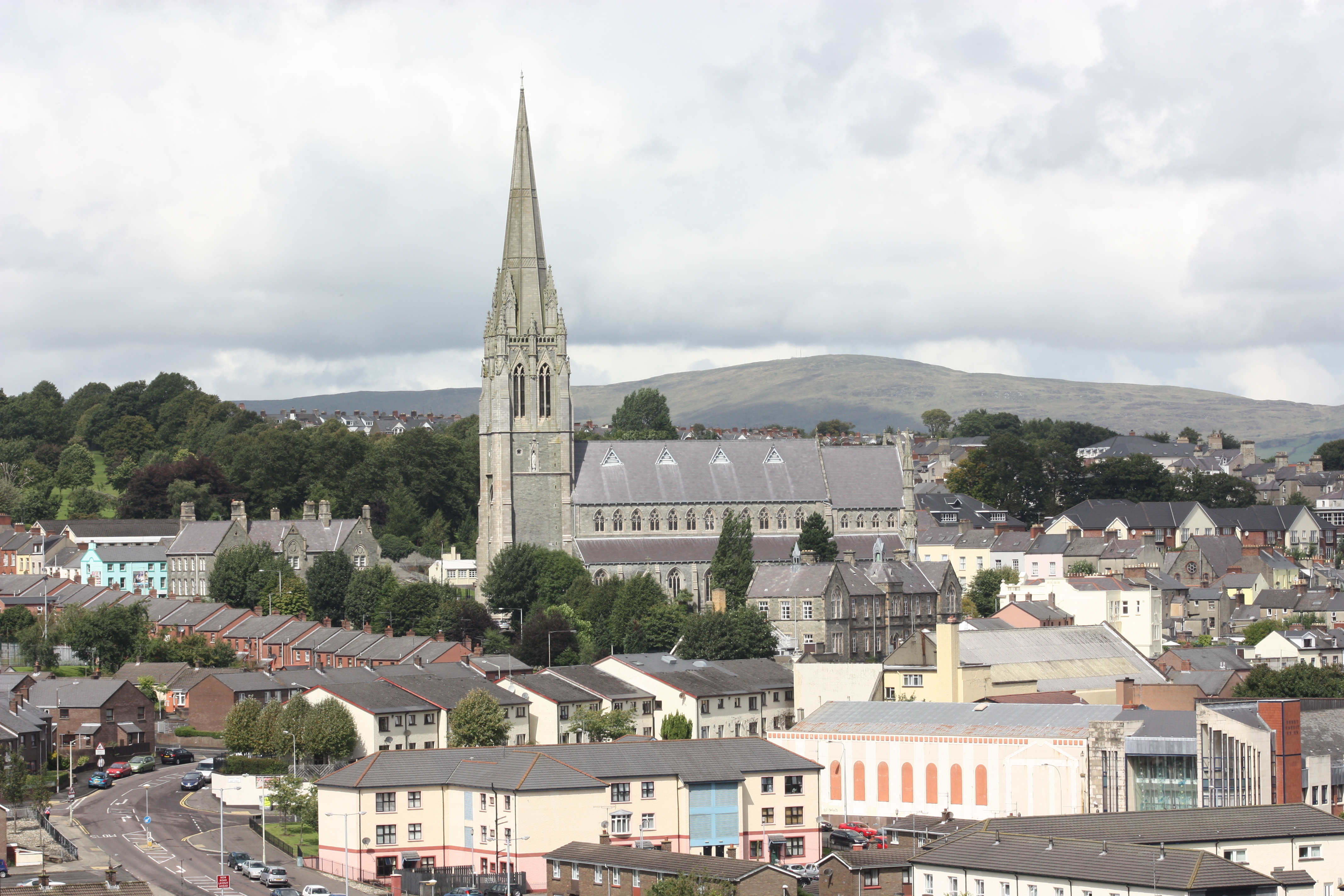
Kathedrale St. Eugene in Derry